# Белоусов, Иван Семёнович
Иван Семёнович Белоусов — советский хозяйственный и государственный деятель, Герой Социалистического Труда.

## Биография
Родился в 1921 году в Царицыне. Член КПСС.
В 1938—1941 — токарь на заводе «Баррикады».
Участник Великой Отечественной войны, шофёр 25-го отдельного огнемётного батальона 120-й стрелковой дивизии
В 1946—1981 — токарь-инструментальщик завода «Баррикады» Министерства оборонной промышленности СССР.
Указом Президиума Верховного Совета СССР от 28 июля 1966 года присвоено звание Героя Социалистического Труда с вручением ордена Ленина и золотой медали «Серп и Молот».
Делегат XXIII съезда КПСС.
Жил в Волгограде.

## Награды и звания
- Герой Социалистического Труда (28.07.1966)
- Орден Ленина (28.07.1966)
- Орден Октябрьской Революции (26.04.1971)
- Орден Отечественной войны II степени (11.03.1985)